# Bernard Orchard
Bernard Orchard OSB (MA) (* 3. Mai 1910 in Bromley; † 28. November 2006 in Ealing, London) war ein englischer Benediktinermönch, Schuldirektor und Theologe.

## Leben

### Frühe Jahre und Ausbildung
John Archibald Henslowe Orchard, Sohn eines Farmers, wurde in Bromley in der südostenglischen Grafschaft Kent geboren. Er besuchte die „Ealing Priory School“, an die er später als Schuldirektor zurückkehren sollte. Er konnte sie 1927 als erster Schüler seit ihrer Gründung 1902 Richtung Universität verlassen, indem er einen Studienplatz am Fitzwilliam House der University of Cambridge gewann, wo er Geschichts- und Ökonomievorlesungen hielt. An seiner ehemaligen Schule Ealing Priory gab er zusammen mit Reginald C. Fuller Unterricht; mit ihm arbeitete er später an universitären Projekten zusammen.

### Leben als Mönch
Nach Studienabschluss unterrichtete Orchard anfänglich an einer Primarschule. 1932 trat er in die benediktinische Ordensgemeinschaft der Downside Abbey ein, wobei er den Ordensnamen Bernard annahm. 1939 empfing er die Priesterweihe. In der Abtei unterrichtete er an der Schule, übernahm die Aufgabe als Chorleiter und begann seine Laufbahn als Bibelgelehrter unter der Anleitung der Äbte John Chapman und Basil Christopher Butler. Ab 1943 profitierte er von der päpstlichen Enzyklika Divino afflante Spiritu von Papst Pius XII., die erstmals Katholiken den Gebrauch moderner Methoden historischer Kritik erlaubte. Orchard verfasste einen Bibelkommentar, der 1951 erschien: A Catholic Commentary on Holy Scripture.

### Neuorganisation und Leitung der St. Benedicts Schule
Nach 13 Jahren in der Abtei Downside gab der damalige Abt Sigebert Trafford Orchard den Auftrag, die Leitung der Ealing Priory School zu übernehmen. Die 1902 als Ableger der Abtei gegründete Schule war spätestens 1945 in einem so schlechten Zustand, dass eine Schließung wahrscheinlicher war als ein erneutes Aufblühen. Orchard stürzte sich dennoch in die neue Aufgabe, die Schule neu zu beleben. Er gab ihr den Namen St Benedict's School und erreichte 1947 die Anerkennung des Erziehungsministeriums als „efficient school“.
1951 wurde Orchard zur Direktorenkonferenz („Headmasters' Conference“) zugelassen und seine Schule erhielt die öffentliche Anerkennung als „public school“ – damals als einzige katholische Tagesschule überhaupt. Bei Abt Rupert Hall von der inzwischen unabhängigen Ealing Abbey wuchs die Besorgnis, dass Orchards Bestrebungen für die Schule die finanziellen Möglichkeiten der Klostergemeinschaft übersteigen. Also verlangte er 1960 Orchards Rücktritt als Direktor. Orchard zog sich daraufhin von seinem Posten zurück. Der Tod seines Nachfolgers nach nur einem Semester und die Kündigung des zweiten Nachfolgers nach fünf Jahren führte allerdings dazu, dass er 1965 erneut mit der Leitung der Schule betraut wurde. Dies tat er, bis erneut Diskussion über seine Ambitionen und Expansionsbestrebungen losgingen. 1969 trat er endgültig von seinem Posten zurück.

### Theologisches Werk
Nach Abschluss seines Bibelkommentars 1951 und zusätzlich zu den Aufgaben als Schuldirektor ließ sich Orchard zusammen mit Reginald C. Fuller, seinem ehemaligen Mitschüler aus der Ealing Priory Schule, darauf ein, eine neue Übersetzung der Bibel zu erstellen. Sie sollte für den liturgischen und akademischen Gebrauch gleichweise geeignet sein. Sie wurde 1967 veröffentlicht.
Mit 60 Jahren und endlich frei von der Verantwortung für die Schule nahm Orchard seine Karriere als Bibelgelehrter mit allem Ernst wieder auf. 1969 beteiligte er sich am „establishment“ und war der zweite Generalsekretär der World Catholic Federation (1970–1972). Mit ungebrochenem Elan organisierte und finanzierte er eine Reihe von internationalen Konferenzen über die Evangelien. In den 70er Jahren war er vier Jahre als geistlicher Leiter des Päpstlichen Beda-Kolleg in Rom tätig und war Gastprofessor für Neues Testament an der University of Dallas (Texas), bevor er zu seiner Gemeinschaft in Ealing für seinen Lebensabend zurückkehrte.
In den Fußstapfen seines Mentors Basil Christopher Butler setzte sich Orchard angesichts eines allgemeinen Skeptizismus unter den Gelehrten für die Verbreitung der Griesbachhypothese ein, die er in „Zwei-Evangelien-Hypothese“ umbenannte. Diese Theorie hält daran fest, dass das Matthäusevangelium zuerst und das Markusevangelium als letztes der drei Synoptiker geschrieben wurde. Markus sei eine Synthese bzw. Zusammenfassung des Matthäus- und Lukasevangeliums. Bis ins hohe Alter blieb er ein vertrautes Gesicht in bibelwissenschaftlichen Kreisen und hielt weltweit Vorträge zugunsten seiner Lösung des synoptischen Problems. Im Alter von 95 Jahren lehnte er öffentlich eine Einladung des Erzbischofs von Westminster Cormac Murphy-O’Connor zur Teilnahme an einer Vorlesung ab, wo die Priorität des Markusevangeliums vertreten werden sollte.

### Tod
Am 28. November 2006 betete der 96-jährige Orchard am Bett des im Sterben liegenden Paters Kevin Horsey. Sie waren die letzten noch lebenden Vertreter der Gemeinschaft von Ealing aus der Zeit vor dessen Unabhängigkeit 1947. Sie starben beide in jener Nacht.

## Veröffentlichungen

### Bücher
Als Herausgeber
- A Catholic Commentary on Holy Scripture, 1951.
- (zusammen mit Reginald C Fuller:) Catholic Edition of the Revised Standard Version of the Bible, London 1967.
- (zusammen mit Reginald C Fuller:) The Common Bible, London 1973.
- A New Catholic Commentary, London 1969.

Als Autor
- Matthew, Luke & Mark, Koinonia Press: Manchester 1976.
- Synopsis of the Four Gospels in English, 1982.
- Synopsis of the Four Gospels in Greek, 1983.
- (zusammen mit H. Riley:) The Order of the Synoptics, 1987.
- Born to be King – The Epic of the Incarnation (A theological application of the Matthean Priority Hypothesis), Ealing Abbey Scriptorium: London 1993.
- The Origin and Evolution of the Gospels, Ealing Abbey Scriptorium: London 1993.

### Artikel (Auswahl)
- "Thessalonians and the Synoptic Gospels," Biblica 19 (1938) S. 19–42.
- The Rejection of Christ, Downside Review LVI (1938) S. 410–426.
- The Persecution of Christ, Downside Review LVII (1939) S. 189–198.
- The Two Year Public Ministry Viewed and Reviewed, Downside Review LVII (1939) S. 308–339.
- St Paul and the Book of Daniel, Biblica: 20 (1939), S. 172–179.
- A Note on the Meaning of Galatians 2: 3-5, Journal of Theological Studies Vol. 43 (1942), S. 173–177.
- A New Solution of the Galatians Problem, Bulletin of the John Rylands Library No. 28 (1944), S. 154–174.
- The Problem of Acts and Galatians, Catholic Biblical Quarterly 7 (1945), S. 377–397.
- Prayers We have in Common: The Biblical Aspect, Worship: 47 No. 3 (March 1973), S. 144–149.
- The Meaning of ton epiousion (Mt 6:11 = Lk 11:3), Biblical Theology Bulletin III-3 (1973), S. 274–282
- The Ellipsis between Galatians 2:3 and 2:4, Biblica 54 (1973), S. 469–481.
- Priestly Training according to the Gospels, Omnis Terra (English Edition): 58 (February 1974)
- Once again the Ellipsis between Galatians 2:3 and 2:4, Biblica 57 (1976), S. 254–255.
- J.A.T. Robinson and the Synoptic Problem, New Testament Studies: 22 (1975/1976), S. 346–452.
- J J Griesbach: Synoptic and Text Critical Studies 1776-1976 (PDF; 630 kB), Society for New Testament Studies, 1978.
- Are All Gospel Synopses Biased?, Theologische Zeitschrift 34 (1978), S. 149–162.
- Ellipsis and Parenthesis in Gal 2:1-10 and 2 Thess 2:1-12, Paul de Tarse – Apotre de Notre Temps (Rome: Basilica di San Paulo-f-1-m, (1979))
- Some Guidelines for the Interpretation of Eusebius H.E. Ill 34-39, Festschrift in: Honour of Bo Reicke, Basel 1979.
- Why THREE Synoptic Gospels?, in: Irish Theological Quarterly: 46 No. 4 (1979).
- The Solution of the Synoptic Problem, Scripture Bulletin, XVIII, No. 1. Winter (1987)
- The Formation of the Synoptic Gospels, Downside Review, Vol. 106 No. 362 (Jan 1988), S. 1–16.
- The Evolution of the Gospels, CTS Publications (SC60), London 1990.
- Response to H. Merkel (Ancient Patristic Testimony to the Gospels), The Interrelations of the Gospels, (ed. David L. Dungan), Leuven 1990, S. 591–604.
- Mark and the Fusion of Traditions, The Four Gospels – Festschrift Frans Neirynck, Leuven (1992), S. 779–800.
- The Making and Publication of Mark's Gospel: An Historical Investigation (PDF; 234 kB), Annales Theologici 1, (1993), S. 369–393.
- The Origin and Evolution of the Gospels (PDF; 70 kB), (1993)
- The Publication of Mark's Gospel, The Synoptic Gospels – Source Criticism and The New Literary Criticism, ed. Camille Focant, Leuven (1993), S. 518–520.
- Josephus and the Unnamed Priests of his Roman Mission, Downside Review, Vol. 113 No. 393 (October 1995), S. 248–270.
- Dei Verbum and the Synoptic Gospels. This Rock (1996)
- The Bethrothal and Marriage of Mary to Joseph. Homiletic and Pastoral Review, Volume CII No 2 (November 2001)